# Lasaeola okinawana
Lasaeola okinawana là một loài nhện trong họ Theridiidae.
Loài này thuộc chi Lasaeola. Lasaeola okinawana được miêu tả năm 2000 bởi Yoshida & Ono.